# Мал-хатун
Мал-хатун, Малхун-хатун, Камерие (перс. مال خاتون‎; осман. مال خاتون‎; тур. Mal Hatun; ум. после 1324) 

## Биография
Точная дата рождения Мал-хатун неизвестна. Известно, что она была женой Османа I и принято считать, что она была матерью Орхана. Единственными достоверными источниками о семье Османа являются вакуфные документы (дарственные). Так, в написанной на персидском языке дарственной Орхана 1324 года дервишскому монастырю среди 15 свидетелей, членов семьи, указаны четыре женщины, одна из которых Мал-хатун, дочь Омера-бея. Кто этот Омер-бей, неизвестно. Согласно мнению историка Лесли Пирс, титул бей, используемый в отношении отца Мал-хатун, показывает, что он имел высокий статус. Возможно, что это был эпоним-правитель бейлика Амурий (Умури), которого византийский хронист Пахимер упоминал как союзника Османа в Бафейской битве. Дата смерти Мал-хатун неизвестна, она похоронена рядом с Османом в Бурсе.

## Версия происхождения
Современника Османа Гази, основателя бейлика Хамидидов звали Сейфеддин Хамид-бей б. Эбуль-Касым б. Али эл-Туси, отцом которого был сельджукский визирь Эбуль-Касым эл-Туси . В гробнице шейха Эдебали похоронен Молла Хаттаб б. Эбуль-Касым. Турецкий историк Тургут Ведат выдвинул предположение, что Молла Хаттаб и Хамид-бей — братья. По этому предположению Омер — настоящее имя Моллы Хаттаба, и два тестя Османа захоронены в одном месте. Возможно, братом Эбуль-Касыма был Баба Ильяс, и именно в честь дяди Хамид-бей назвал сына Ильяс. В таком случае и отец Малхун был племянником Баба Ильяса.

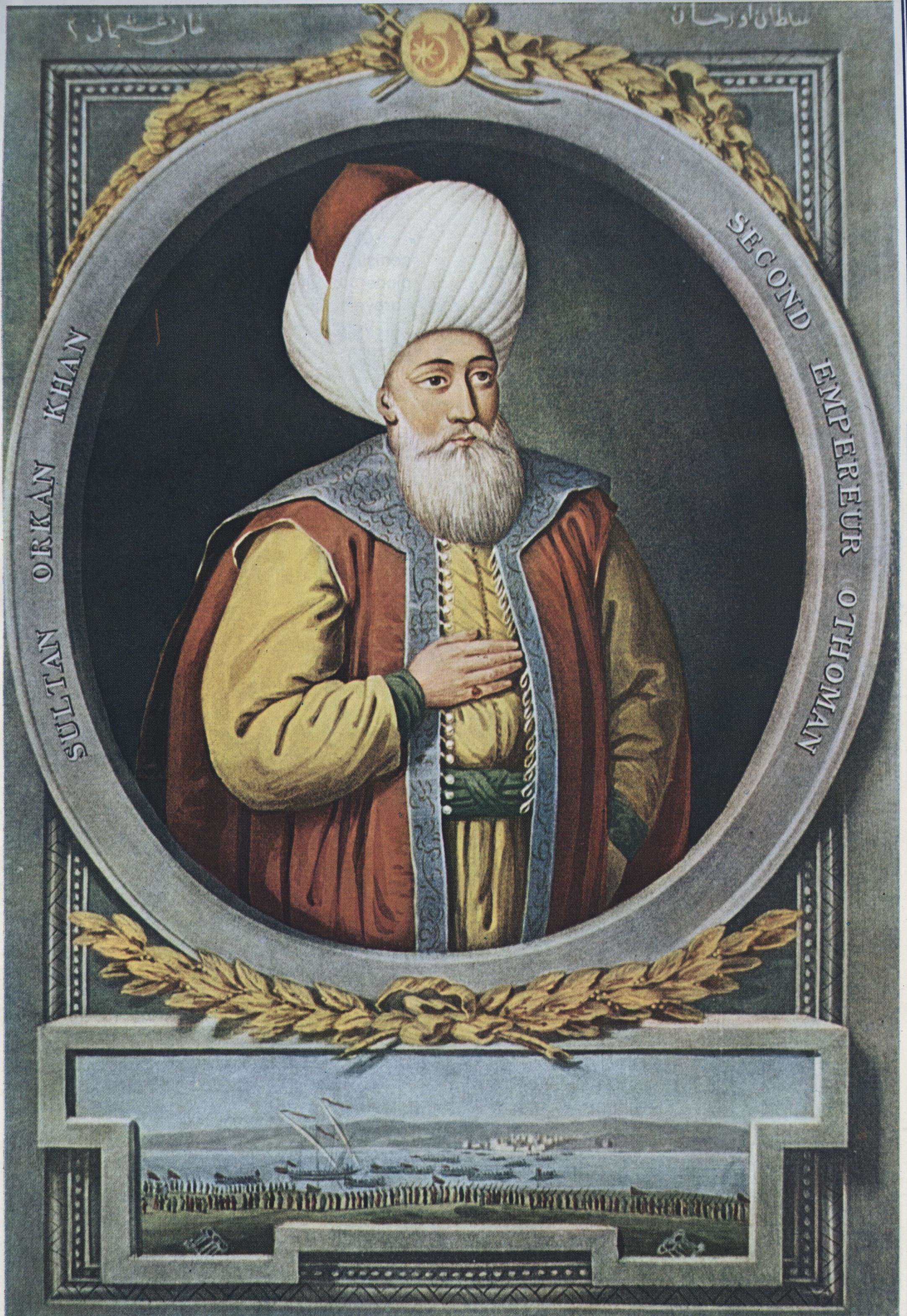
Орхан Гази, сын Мал-хатун

## «Сны Османа»
Долгое время Бала Хатун считалась дочерью Шейха Эдебали. Османские историки называли дочь Эдебали по-разному, например, Орудж-бей называл дочь Эдебали Рабиа, в то время, как Нешри - Бала Хатун Ашикпашазаде — Рабия Бала.
Бала является центральным персонажем легенды о «Снах Османа», повествующей о великой любви Османа к дочери шейха и долгой борьбе за её руку и сердце. История ухаживания за прекрасной Бала-хатун и покорения её сердца — любимая тема османских авторов, которые придавали большое значение легенде об основателе их империи. В «Османской мечте» образ Бала составлен на основе биографии двух исторических персон: реальной матери будущего султана Орхана и дочери шейха Эдебали. Благодаря такому слиянию османские правители становились потомками и духовными наследниками праведника Эдебали.
Легенда о «Снах Османа» впервые была рассказана Ашикпашазаде спустя 150 лет после смерти самого Османа. Он пользовался хроникой Яхши Факыха, которая называлась «Описания подвигов дома Османов до Йылдырым-хана». Оригинал этой хроники не сохранился, однако она почти дословно вошла в труды более поздних турецких летописцев. Сам же Яхши Факых жил в конце XIV века, его отец был имамом при султане Орхане, то есть сам Факых не был ни свидетелем, ни современником молодости Османа.
Согласно легенде, Осман хотел жениться на дочери Эдебали, прекрасной Бала-хатун, но шейх не давал согласия. Однажды, когда Осман ночевал в доме праведника, ему приснилось: «Он увидел, как из груди святого взошла луна и опустилась в его собственную грудь. Затем, из его пупка выросло дерево, и тень его накрыла весь мир. Под тенью этой были горы, а от подножия каждой горы текли реки. Некоторые люди пили из этих проточных вод, иные орошали сады, а другие отводили каналы. Пробудившись, Осман пересказал свой сон праведнику, и тот молвил: „Осман, сын мой, поздравляю, ибо Бог даровал верховную власть тебе и твоим потомкам, а дочь моя Бала станет твоей женой“».

## Киновоплощения
- Сериал Основание: Осман (Турция, 2019). В роли Мал-хатун Йылдыз Чагры Атиксой.